# Форт Сент-Анжело (Каннанур)
Форт Сент-Анжело (англ. St. Angelo Fort, также встречаются названия англ. Kannur Fort, англ. Kannur Kotta) — форт на побережье Аравийского моря в районе города Каннанур в Южной Индии.
Форт Сент-Анжело был возведён португальцами в 1505 году по приказу Франсишку ди Алмейда, первого португальского вице-короля Индии, в 3-х километрах от города Каннанур. Вскоре после завершения строительства форта, в 1507 году, он был атакован индийцами — это событие известно в истории под названием «Осада Каннанура».
В августе 1509 года, вскоре после Битвы при Диу,  Франсишку ди Алмейда отказался признать полномочия новоприбывшего вице-короля Афонсу де Албукерки, и посадил его под арест в форте Сент-Анжело. Афонсу де Албукерки освободили только 3 месяца  спустя с прибытием из Португалии большого флота.
В 1663 году голландцы отбили форт у португальцев. Они перестроили и модернизировали форт, добавили новые бастионы. С этого момента и до настоящего времени форт уже сильно не перестраивался. В 1772 году голландцы продали форт местному индийскому правителю. В 1790 году форт захватили англичане, которые сделали его центром своего присутствия на Малабарском Берегу.
В настоящее время форт относится к Археологическому управлению Индии. Он неплохо сохранился, имеет статус исторического памятника. Является популярным туристическим объектом.

## Галерея
- Внутри форта Сент-Анжело
- Стены форта Сент-Анжело